# Neue Galerie New York

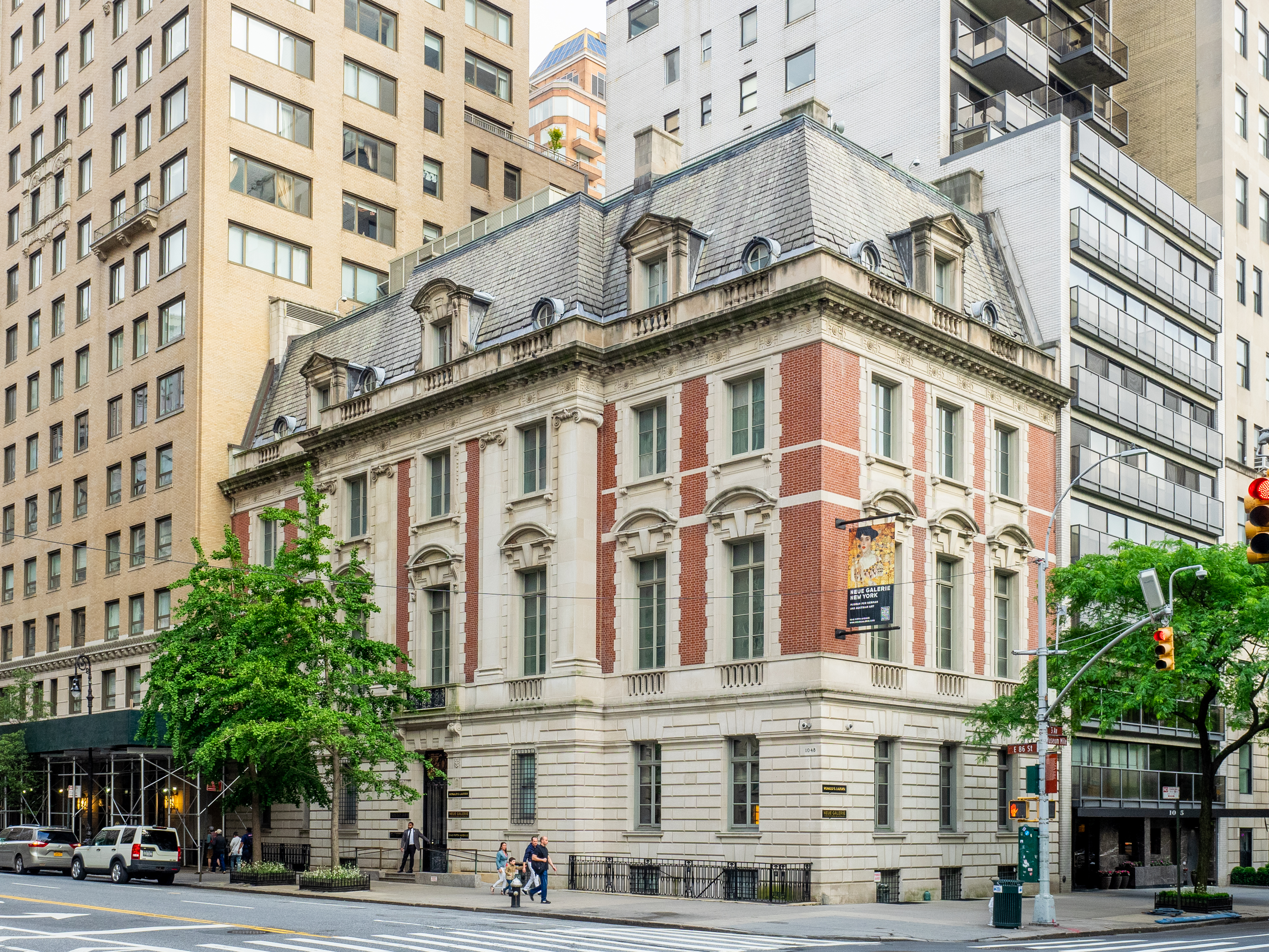
Die Neue Galerie auf der Museum Mile in der Upper East Side

Die Neue Galerie New York ist ein Museum in New York City für deutsche und österreichische Kunst des frühen 20. Jahrhunderts. Das Museum liegt an der Museum Mile, im Süden des Viertels Carnegie Hill in der Upper East Side im New Yorker Stadtteil Manhattan an der Kreuzung Fifth Avenue und 86th Street. Das Gebäude ließ sich als Wohnhaus der Industrielle William Starr Miller II (1856–1935) 1914 von den Architekten Carrère and Hastings errichten.

## Geschichte

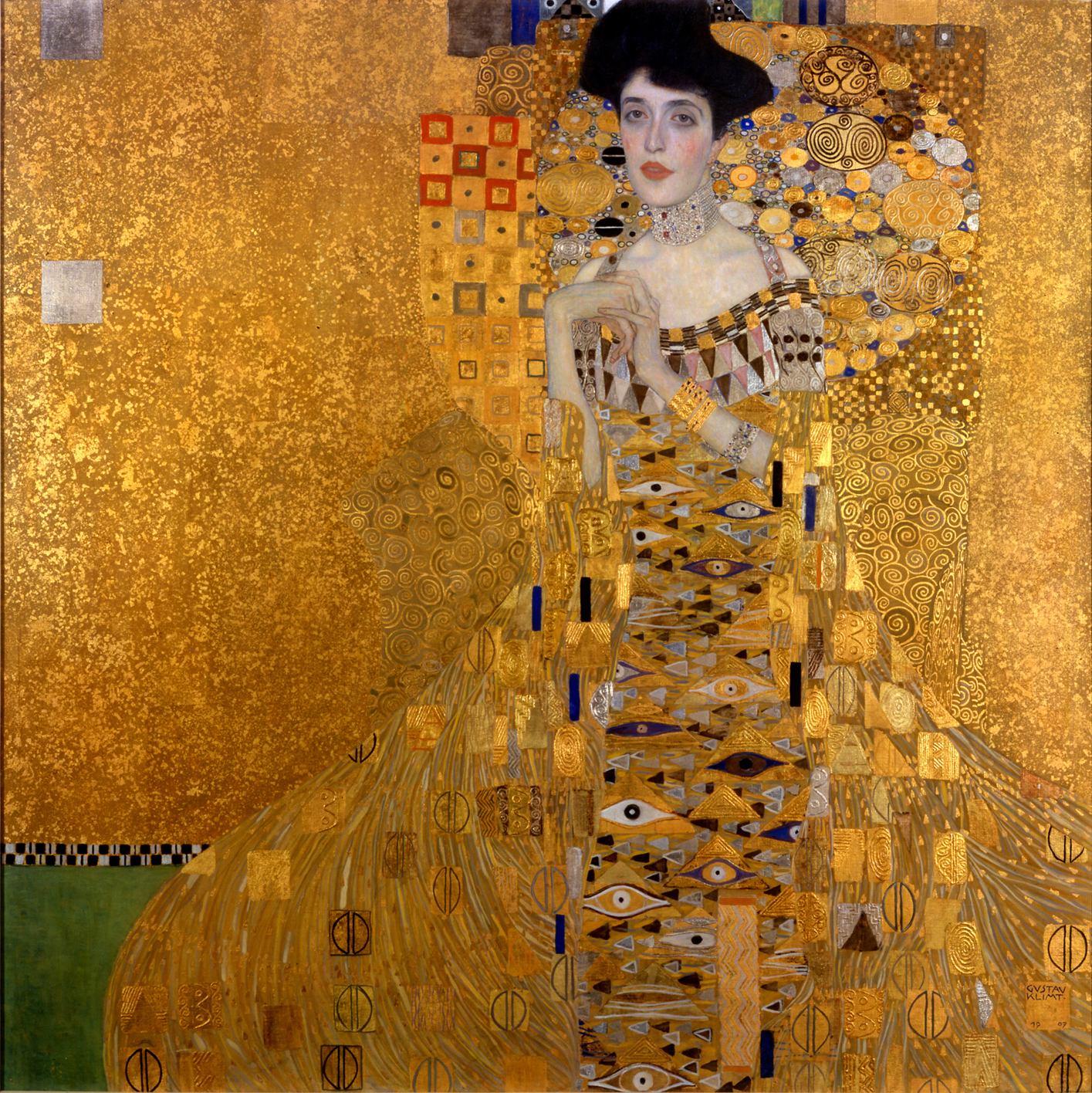
Gustav Klimt: Adele Bloch-Bauer I, 1907, Öl, Silber und Gold auf Leinwand

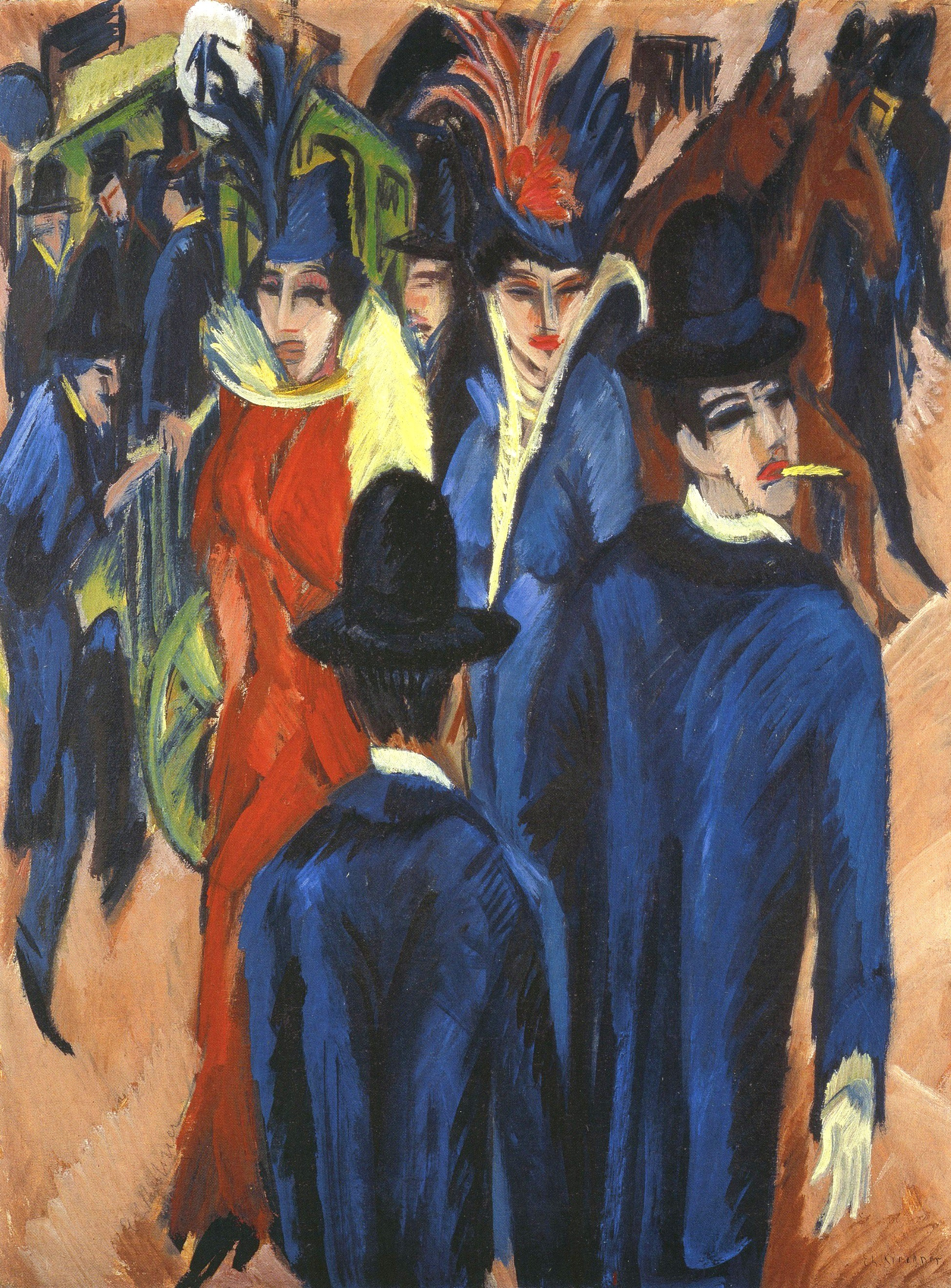
Ernst Ludwig Kirchner: Berliner Straßenszene, 1913

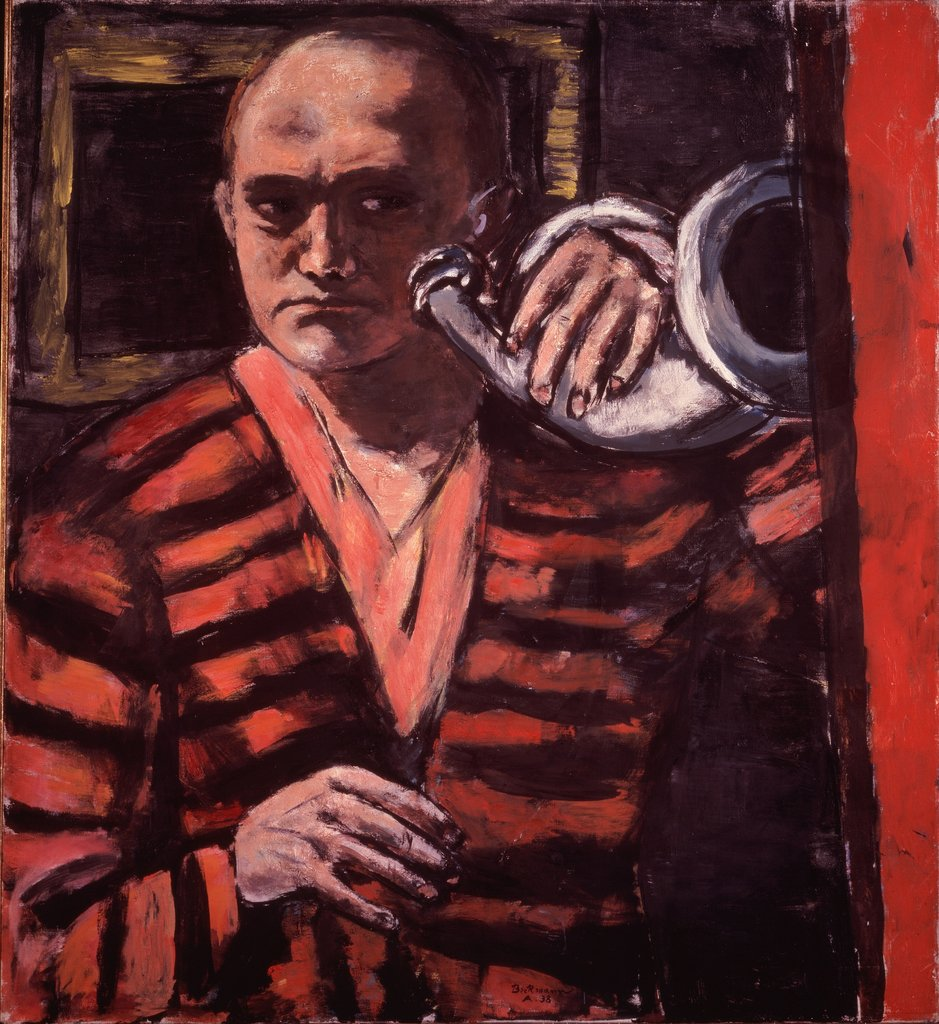
Max Beckmann: Selbstporträt mit Horn (1938)

Das Museum wurde von zwei engen Freunden, dem Kunsthändler und Veranstalter von Museumsausstellungen Serge Sabarsky und dem Unternehmer, Philanthropen und Kunstsammler Ronald Lauder konzipiert. Sie trafen sich 1967, kurz bevor Sabarsky die „Serge Sabarsky Gallery“ in der 987 Madison Avenue eröffnete.
1994 kauften beide vom YIVO Institute for Jewish Research das heutige Domizil an der 86th Street und Fifth Avenue. Vorherige Eigentümerin war Grace Wilson Vanderbilt, Witwe von Cornelius Vanderbilt III. Das im neobarocken Louis-treize-Stil von den Architekten der New York Public Library John Merven Carrère und Thomas Hastings errichtete elegante New Yorker Stadthaus wurde erstmals 1914 vom Industriellen William Starr Miller bezogen.
Nach Sabarskys Tod 1996 begann Lauder damit, seine wertvolle persönliche Kunstsammlung in das Museum zu integrieren und es so zu einem hochrangigen Museum zu machen.
Am 16. November 2001 wurde die von der deutschen Architektin Annabelle Selldorf dezent renovierte Neue Galerie unter der Leitung von Renée Price eröffnet. Neben Ausstellungsräumen auf zwei Etagen verfügt das Museum über eine Buchhandlung, einen Designshop und zwei Wiener Cafés, das Café Sabarsky und das Café Fledermaus.

## Sammlung
Die Sammlung der Neuen Galerie ist in zwei Bereiche gegliedert. Der erste Stock widmet sich der österreichischen Kunst des frühen 20. Jahrhunderts (Werke u. a. von Gustav Klimt, Egon Schiele, Oskar Kokoschka), das zweite Stockwerk der deutschen, vornehmlich expressionistischen Kunst jener Epoche (Werke u. a. von  Max Beckmann, Paul Klee, Ernst Ludwig Kirchner, Otto Dix, George Grosz, Lyonel Feininger, Wassily Kandinsky). In den Schauräumen werden außerdem wechselnde Sonderausstellungen präsentiert.
Im Jahr 2001 wurde Beckmanns Selbstbildnis mit Horn aus der Privatsammlung von Stephan Lackner in New York für 45 Millionen Mark versteigert und für die Neue Galerie erworben. Im Juni 2006 wurde Klimts Porträt von Adele Bloch-Bauer I für die Neue Galerie New York in einem Privatverkauf zu einem Rekordpreis von angeblich 135 Mio. US-Dollar erworben, dem höchsten Betrag, der für ein Gemälde zu dieser Zeit bezahlt wurde. Im November desselben Jahres wurde das zuvor im Besitz des Berliner Brücke-Museum befindliche Gemälde Berliner Straßenszene von Ernst Ludwig Kirchner für 38,1 Mio. US-Dollar erworben.
2016 restituierte das Museum einen 1999 erworbenen Gelben Akt von Karl Schmidt-Rottluff an die Erbin, erwarb das Gemälde jedoch unmittelbar danach zum aktuellen Marktpreis.

## Ausstellungen (Auswahl)
- 2002: New Worlds: German and Austrian Art, 1890-1940
- 2002: Oskar Kokoschka:  Early Portraits from Vienna and Berlin, 1904-1914
- 2002: Dagobert Peche and the Wiener Werkstätte
- 2003: Viennese Silver: Modern Design, 1780-1918
- 2005: Egon Schiele:  The Ronald S. Lauder and Serge Sabarsky Collections
- 2006: Josef Hoffmann:  Interiors, 1902-1913
- 2007: Van Gogh and Expressionism
- 2007: Gustav Klimt: The Ronald S. Lauder and Serge Sabarsky Collections
- 2011: The Ronald S. Lauder Collection: Selections from the 3rd Century BC to the 20th Century/Germany, Austria, and France
- 2014: Degenerate Art: The Attack on Modern Art in Nazi Germany, 1937
- 2016: Munch and Expressionism
- 2017: Wiener Werkstätte 1903-1932: The Luxury of Beauty
- 2019: Ernst Ludwig Kirchner